# إليزابيث جينينغز
إليزابيث جينينغز (بالإنجليزية: Elizabeth Jennings)‏ (2 يوليو 1926، بوسطن في المملكة المتحدة - 25 يناير 2001، أكسفوردشير في المملكة المتحدة)؛ أمينة مكتبة، كاتِبة وشاعرة بريطانية.

## روابط خارجية
- إليزابيث جينينغز على موقع الموسوعة البريطانية (الإنجليزية)
- إليزابيث جينينغز على موقع ميوزك برينز (الإنجليزية)
- إليزابيث جينينغز على موقع إن إن دي بي (الإنجليزية)